# AEGIS (physique des particules)
Pour les articles homonymes, voir Aegis.
AEGIS (« Antimatter Experiment: Gravity, Interferometry, Spectroscopy », soit en français « Expérience sur l'Antimatière : Gravité, Interférométrie, Spectroscopie »), est le projet d'une expérience qui doit être  installée sur le décélérateur d'antiprotons du CERN.
Cette expérience  a pour objectif de déterminer si la gravité affecte l'antimatière de la même façon qu'elle le fait pour la matière en testant ses effets sur un faisceau d'antihydrogène. En envoyant un courant d'antihydrogène au travers d'une série de grilles de diffraction, le modèle de motifs clairs et sombres devrait permettre d'aligner le pointage du faisceau avec une précision allant jusqu'à 1 %.